# Gelányi Bence
Gelányi Bence (Debrecen, 1991. december 23. –) magyar színész.

## Életpályája
Édesapja Gelányi Imre színész. 2006–2011 között a helyi Ady Endre Gimnáziumban tanult. 2011–2016 között Kaposvári Egyetem színművész szakán tanult, Kocsis Pál osztályában. 2017–2018-ban az ELTE Bárczy Gusztáv Gyógypedagógiai Karán tanult. 2016–2019 között szabadúszó volt, majd 2019-2024 között a debreceni Csokonai Színház tagja volt.

## Színházi szerepei
- Mikó Csaba: Herkules – Lákikisz Kizákisz Nikoláosz (Filoktétész)
- William Shakespeare: Hamlet – Marcellus/ Első színész/ Sírásó/Bíró
- Andrzej Saramonowitz: Tesztoszteron – Féreg
- Alexis Michalik: Edmond – Louis / egy vendég /színházi szabó /szállodaportás
- Pass Andrea: Finálé – szereplő

## Filmes és televíziós szerepei
- Veszettek (2015) ...Csapattag
- Békeidő (2020) ...Dénes
- Oltári történetek (2022) ...Ember Frigyes
- Doktor Balaton (2022) ...Rendőr
- Gólkirályság (2023) ...Fotós az utcán